# Bad Boys (franquicia)
Bad Boys es una franquicia de películas de comedia de acción estadounidenses protagonizadas por Will Smith y Martin Lawrence como dos detectives del Departamento de Policía de Miami (Mike Lowrey y Marcus Burnett).
Joe Pantoliano y Theresa Randle también aparecen en las tres películas. Michael Bay dirigió las dos primeras y Adil El Arbi & Bilall dirigieron la tercera y cuarta película de la franquicia.
La serie ha recaudado más de $ 840 millones en todo el mundo. La primera película recibió críticas mixtas de los críticos, la segunda tuvo una mala acogida por parte de los críticos pero muy buen recibimiento por parte del público y la tercera tuvo una recepción generalmente positiva.

## Películas
| Película              | Fecha de lanzamiento en Estados Unidos | Director(es)                 | Guionistas                                       | Historia de                                 | Productor(es)                                           |
| --------------------- | -------------------------------------- | ---------------------------- | ------------------------------------------------ | ------------------------------------------- | ------------------------------------------------------- |
| Bad Boys              | 17 de abril de 1995                    | Michael Bay                  | Michael Barrie, Jim Mulholland y Doug Richardson | George Gallo                                | Don Simpson y Jerry Bruckheimer                         |
| Bad Boys II           | 18 de julio de 2003                    | Michael Bay                  | Ron Shelton y Jerry Stahl                        | Ron Shelton y Cormac and Marianne Wibberley | Jerry Bruckheimer                                       |
| Bad Boys for Life     | 17 de enero de 2020                    | Adil El Arbi y Bilall Fallah | Chris Bremner, Peter Craig y Joe Carnahan        | Peter Craig y Joe Carnahan                  | Jerry Bruckheimer, Will Smith y Doug Belgrad            |
| Bad Boys: Ride or Die | 7 de junio de 2024                     | Adil El Arbi y Bilall Fallah | Chris Bremner y Will Beall                       | Chris Bremner y Will Beall                  | Jerry Bruckheimer, Chad Oman, Will Smith y Doug Belgrad |

### Bad Boys(1995)
Los detectives Mike Lowery y Marcus Burnett tienen 72 horas para encontrar $ 100 millones en heroína antes de que Asuntos Internos los cierre. Lowery se involucra más después de que un amigo es asesinado por los traficantes de drogas. Las cosas se complican cuando Lowery y Burnett tienen que cambiar de lugar para convencer a un testigo del asesinato de que coopere.
La fotografía principal comenzó el 27 de junio en el centro de Miami y concluyó el 31 de agosto de 1994.

### Bad Boys II(2003)
Mike y Marcus encabezan un grupo de trabajo que investiga el flujo de éxtasis hacia Miami. Su búsqueda conduce a un peligroso capo, Johnny Tapia, cuyo plan para controlar el tráfico de drogas de la ciudad ha desencadenado una guerra clandestina. Mientras tanto, las cosas se ponen sexys entre Mike y Syd, la hermana de Marcus.

### Bad Boys for Life(2020)
En junio de 2008, Michael Bay declaró que podría dirigir Bad Boys III , pero que el mayor obstáculo para la posible secuela sería el costo, ya que él y Will Smith exigen algunos de los salarios más altos de la industria cinematográfica. En agosto de 2009, Columbia Pictures había contratado a Peter Craig para escribir el guion de Bad Boys III. En febrero de 2011, Martin Lawrence reiteró que la película estaba en desarrollo. En junio de 2014, Jerry Bruckheimer anunció que el guionista David Guggenheim estaba trabajando en la trama de la secuela. Dos meses después, Lawrence dijo que se había escrito un guion y que se habían elegido los papeles. En junio de 2015, el director Joe Carnahan estaba en conversaciones iniciales para escribir y posiblemente dirigir la película. Dos meses después, Sony Pictures Entertainment anunció que Bad Boys III se estrenaría el 17 de febrero de 2017. El 4 de marzo de 2016, la película se pospuso hasta el 2 de junio de 2017. Los productores habían planeado comenzar la producción en principios de 2017.
El 11 de agosto de 2016, la película se retrasó una vez más al 12 de enero de 2018, para evitar la competencia taquilla con la próxima DC Comics película de la Mujer Maravilla , el nuevo título Bad Boys for Life. Lawrence reveló en Jimmy Kimmel Live! que la filmación puede comenzar en marzo de 2017. El 7 de marzo de 2017, Carnahan dejó la película debido a conflictos de programación y en agosto de 2017 Sony eliminó la película de su programa de estreno. En agosto de 2017, Lawrence dijo que dudaba que la película se hiciera alguna vez. Durante una aparición en el programa de desayuno australiano Sunriseel 15 de enero de 2018, Will Smith dijo a los presentadores Samantha Armytage y David Koch que una tercera película llegaría "muy pronto". El 30 de enero de 2018, se anunció que Sony Pictures estaban en negociaciones con Adil El Arbi y Bilall Fallah para dirigir la próxima tercera entrada en el Bad Boys franquicia titulada Bad Boys for Life con una posible fecha de producción en agosto de 2018. Según los informes, Sony se prepara para la tercera entrega esperada para comenzar el rodaje en noviembre de 2018 y en la envoltura de marzo de 2019.
En noviembre de 2018, Martin Lawrence reveló oficialmente a través de Instagram que él y su coprotagonista Will Smith regresarían para una secuela. Joe Pantoliano también está listo para repetir su papel del Capitán Howard. Vanessa Hudgens , Alexander Ludwig y Charles Melton fueron anunciados en el elenco el 20 de diciembre de 2018. Jacob Scipio y Paola Nuñez fueron anunciados en el elenco el 21 de diciembre de 2018. La filmación comenzó el 7 de enero de 2018 . 2019.

### Bad Boys: Ride or Die(2024)
En enero de 2020, entró en desarrollo una cuarta película, con Chris Bremner como guionista. Smith y Lawrence repetirán sus papeles de las tres películas anteriores. En abril de 2022, se informó que la producción de la película se detuvo debido al incidente en el que Smith abofeteó a Chris Rock en la ceremonia de los Premios de la Academia de 2022 y la investigación posterior. En febrero de 2023, Smith anunció que la cuarta película estaba en preproducción. Ese mismo mes, el músico y disc jockey Questlove informó que Smith tuvo que abandonar una aparición sorpresa planificada en la 65ª edición de los premios Grammy porque el rodaje de la cuarta película de Bad Boys había comenzado a principios de esa semana. La fotografía principal comenzó el 3 de abril de 2023 en Atlanta, Georgia. La película se estrenará en los Estados Unidos el 7 de junio de 2024.

## Televisión
| Serie                 | Temporada | Episodio | Primer lanzamiento      | Último lanzamiento      | Showrunner(s)                      | Red (s)          |
| --------------------- | --------- | -------- | ----------------------- | ----------------------- | ---------------------------------- | ---------------- |
| Los Angeles Bad Girls | 1         | 13       | 13 de mayo de 2019      | 17 de junio de 2019     | Brandon Margolis y Brandon Sonnier | Charter Spectrum |
| Los Angeles Bad Girls | 2         | 13       | 9 de septiembre de 2020 | 9 de septiembre de 2020 | Brandon Margolis y Brandon Sonnier | Charter Spectrum |

### L.A.'s Finest(2019 - 2020)
En octubre de 2017, Brandon Margolis y Brandon Sonnier anunciaron el desarrollo de una serie de televisión derivada centrada en el personaje de Gabrielle Union. Más tarde ese mes, NBC ordenó el episodio piloto de la serie. En marzo de 2018, Jessica Alba fue elegida como la coprotagonista con Gabrielle Union. Además de Union, John Salley también repetirá su papel de Fletcher, un pirata informático que ayuda a Mike y Marcus en la serie de películas. Al mes siguiente, el título de la serie se reveló como LA's Finest con Jerry Bruckheimer como productor ejecutivo de la serie. Más tarde ese mes, NBC rechazó el piloto y el programa se ofreció a otras cadenas. El jefe de NBC, Bob Greenblatt, dijo: "Son decisiones difíciles. Tuvimos exceso de calidad. Y cuando establecimos un cronograma y el calendario para toda la temporada, fue un programa que no encajaba en el gran esquema".
Ese mismo mes, se reveló que Sony Pictures Television estaba negociando con Charter Communications sobre retomar la serie. En junio del 2018, Bell Media de Canadá contrató 13 episodios. Charter ordenó la serie el 26 de junio, con la intención de convertirla en la primera serie original de Spectrum. En junio del 2019, la serie se renovó para una segunda temporada.

## Otros medios
Bad Boys: Miami Takedown, es un videojuego lanzado en 2004 basado en la secuela Bad Boys II. Fue lanzado a principios de 2004 después del lanzamiento en DVD y VHS de la película.

## Recepción
| Película               | Rotten Tomatoes   | Rotten Tomatoes      | Rotten Tomatoes     | Metacritic      | CinemaScore | IMDb                | FilmAffinity       |
| Película               | Críticos          | Críticos importantes | Audiencia           | Metacritic      | CinemaScore | IMDb                | FilmAffinity       |
| ---------------------- | ----------------- | -------------------- | ------------------- | --------------- | ----------- | ------------------- | ------------------ |
| Bad Boys               | 43% (67 reseñas)  | 25% (20 reseñas)     | 78% (250 000 votos) | 41 (24 reseñas) | A           | 6.8 (276 000 votos) | 5.8 (53 175 votos) |
| Bad Boys II            | 23% (185 reseñas) | 15% (55 reseñas)     | 78% (250 000 votos) | 38 (34 reseñas) | A           | 6.6 (260 000 votos) | 5.6 (26 805 votos) |
| Bad Boys for Life      | 76% (267 reseñas) | 77% (53 reseñas)     | 93% (50 000 votos)  | 59 (46 reseñas) | A           | 6.5 (168 000 votos) | 5.5 (8 497 votos)  |
| bad boys : Ride or die |                   |                      |                     |                 |             |                     |                    |
| Promedio               | 47%               | 39%                  | 83%                 | 46              | A           | 6.6                 | 5.6                |